# Акрамходжаев, Абид Муратович
Абид Муратович Акрамходжаев (12.10.1920, Ташкент — 15.09.1996) — советский учёный, геолог-нефтяник, лауреат Государственной премии СССР (1979).

## Биография
Родился 12 октября 1920 года в Ташкенте, в семье дехканина. Отец был убит басмачами в 1922 году под Чимкентом.
В 1929—1933 годах учился в детском доме имени Г. В. Чичерина.
В 1933—1936 годах учился на рабфаке связи в Ташкенте.
В 1936—1939 годах учился на геолого-почвенном факультете Среднеазиатского государственного университета. В 1939 году группа, где он учился была переведена в Среднеазиатский индустриальный институт, где он продолжил учёбу до 1945 года, с перерывом — в 1940—1944, 1946 годах работал учителем и завучем в школах Ташкента.
В 1947—1951 годах учился в аспирантуре и защитил кандидатскую диссертацию по теме: «Петрогррафо-минералогическая характеристика верхнемеловых отложений Юго-Восточной Ферганы».
Член КПСС с 1950 года.
В 1951—1957 годах — старший научный сотрудник, а затем руководитель лаборатории палеогеографии в Институте геологии и геофизики имени X. М. Абдуллаева Академии наук Узбекской ССР.
С 1957 года директор Узбекского филиала Всесоюзного научно-исследовательского геологоразведочного нефтяного института (ВНИГНИ), с 1959 года — директор вновь организованного Института геологии и разведки нефтяных и газовых месторождений (ИГИРНИГМ).
В 1959 году опубликовал монографию «Литология нефтегазоносных меловых отложений Ферганской депрессии» и в том же году защитил её в качестве докторской диссертации.
Член-корреспондент (1962), академик Академии наук Узбекской ССР (1966).

## Семья
- Жена — Файзуллаева Мамлакат, врач.
- 5 детей (на 1960 год).

## Награды
- орден Октябрьской Революции (10.10.1980)[2]
- 2 ордена Трудового Красного Знамени
- орден «Знак Почёта»
- медаль «За трудовую доблесть»
- Почётные грамоты Президиума Верховного Совета УзССР, Министерств геологии СССР и УзССР
- Заслуженный деятель науки Узбекской ССР
- Премия имени И. М. Губкина (1967 год; в составе коллектива геологов-нефтяников) — за работу «Перспективы промышленного освоения нового газонефтяного района Западного Узбекистана (Каракалпакская АССР)».
- Государственная премия СССР (1979 год) — за открытие и разведку крупных запасов газа, газового конденсата и газовой серы в рифовых комплексах Узбекистана.

За серию прогнозных карт нефтегазоносности территории Узбекистана награждён серебряной (30.03.1973) и золотой (1978) медалями ВДНХ СССР.